# Mesorhaga janata
Mesorhaga janata är en tvåvingeart som beskrevs av Negrobov 1984. Mesorhaga janata ingår i släktet Mesorhaga och familjen styltflugor. Inga underarter finns listade i Catalogue of Life.